# Мельник, Игорь Николаевич
И́горь Никола́евич Ме́льник (укр. Ігор Миколайович Мельник; 5 марта 1983 года, Николаев, Украинская ССР, СССР) — украинский футболист, нападающий клуба ТСК-Таврия.

## Биография
Воспитанник ДЮСШ «Торпедо» (Николаев). После окончания обучения играл на любительском уровне за николаевские команды «Динамо» и «Судостроитель». В 2002 году оказался в поле зрения селекционеров харьковского «Металлиста», где и начал профессиональную карьеру. Играл за «Металлист-2» и команду дублёров. В основном составе харьковчан провёл 1 матч в первой лиге и 1 в Кубке Украины против ивано-франковского «Спартака». В кубковом матче Мельник отличился голом, который стал юбилейным — 50-м для «Металлиста» в Кубках Украины. Далее играл за «Гелиос» и «Динамо-ИгроСервис».
В 2007 году, когда «Ильичёвец» потерял место в Премьер-лиге, Мельник был приглашён в эту команду. Через год, когда мариупольцы вернулись в высший дивизион, нападающий играл за вторую команду «ильичей». Благодаря 15 голам в 18 играх первой части сезона 2008/09 во второй лиге за «Ильичёвец-2», футболист 2009 год начал в первой команде. В Премьер-лиге дебютировал 14 марта в игре против «Днепра». Уже в четвёртом матче открыл счёт голам в высшем дивизионе. Мяч был забит в ворота запорожского «Металлурга».
Летом 2009 года усилил состав азербайджанской «Габалы». В высшем дивизионе за эту команду сыграл 27 матчей, забил 6 голов.
В 2010 году играл в любительской команде «Гвардеец» (Гвардейское). В 2014 году вернулся в эту команду.